# Spencer Platt
Spencer Platt (Westport, 1970) è un fotografo statunitense.

## Biografia
Nel 1994 Spencer Platt si laurea presso la Clark University, ottenendo poi numerosi lavori come fotografo in varie testate. Nel 2000 si unisce a Getty Images come fotografo dello staff. 
Nel corso della sua carriera, Platt lavora in Iraq, Liberia, Congo, Indonesia e Libano, e ottiene vari riconoscimenti fra cui l'NPPA: Best of Photojournalism nel 2004 e il World Press Photo of the Year nel 2006.